# Styx
Styx és una característica d'albedo a la superfície de Mart, localitzada amb el sistema de coordenades planetocèntriques a 29.71 ° latitud N i 160 ° longitud E. El nom va ser aprovat per la UAI l'any 1958 i fa referència a Estix, un dels cinc rius de l'inframón grecoromà.